# Gymnoscelis idiograpta
Gymnoscelis idiograpta är en fjärilsart som beskrevs av Louis Beethoven Prout 1935. Gymnoscelis idiograpta ingår i släktet Gymnoscelis och familjen mätare. Inga underarter finns listade i Catalogue of Life.